# Dimitri de Prilouki
Saint Dimitri de Prilouki ou Saint Dimitri de Priloutski (en russe : Преподобный Димитрий Прилуцкий), parfois appelé aussi saint Dimitri de Vologda ou, en français, Démètre de Prilouki, est un moine et saint orthodoxe, fêté le 11 février et le 3 juin.

## Biographie
Il est né au début du XIVe siècle dans une famille de riches marchands de Pereslavl-Zalesski.
Il fut tonsuré moine dans un des monastères de sa ville. Il y était très apprécié des autres moines en raison de son humilité et de sa douceur. Par la suite, il a été ordonné prêtre. 
Vers 1350, il fonde près de la même ville son propre monastère, le monastère Saint-Nicolas. qui est devenu plus tard un monastère féminin.
Le moine Dimitri acquiert une grande renommée, à tel point qu'il devient le parrain des enfants du grand-prince Dimitri Ioannovitch.  Mais craignant de tomber dans l'orgueil et la gloire humaine, il décide de quitter le monastère et il part vers le nord avec un disciple, Pacôme. 
Les deux moines s'installent à proximité de la localité d'Avnej et construisent une église. Cependant, les habitants du lieu ne sont pas favorables à leur installation et demandent aux moines de partir. Désireux de ne déranger personne, les deux moines repartent. Ils arrivent alors non loin de Vologda, dans un endroit isolé, et décident d'y établir un monastère, l'un des premiers du nord de la Russie. Une église en bois est construite avec l'aide des habitants de la région, et est consacrée en août 1371. Une communauté monastique se forme. C'est ainsi qu'est fondé le monastère Spasso-Priloutsky ou monastère de Prilouki.
Saint Dimitri y mène une vie de prière et une ascèse très dure, jeûnant et s'occupant des tâches courantes du monastère, alors même qu'il était d'âge avancé. Parallèlement, il fait du monastère un lieu d'hospitalité et de charité : on y accueille les étrangers de passage, on y nourrit les pauvres, saint Dimitri s'entretient avec les personnes en recherche de conseils et guérit des malades par ses prières.
Il décède dans la nuit du 11 février 1392. Cette nuit-là, alors que les moines retrouvent son corps, sa cellule se remplit d'un parfum miraculeux.
Des miracles sont rapportés sur sa tombe dès l'année 1409.